# Dendropaemon telephus
Dendropaemon telephus är en skalbaggsart som beskrevs av Waterhouse 1891. Dendropaemon telephus ingår i släktet Dendropaemon och familjen bladhorningar. Inga underarter finns listade i Catalogue of Life.